# Grosseto-Prugna
Grosseto-Prugna är en kommun i departementet Corse-du-Sud på ön Korsika i Frankrike. Kommunen ligger  i kantonen Santa-Maria-Siché som tillhör arrondissementet Ajaccio. År 2022 hade Grosseto-Prugna 3 331 invånare.

## Befolkningsutveckling
Antalet invånare i kommunen Grosseto-Prugna
Referens:INSEE